# Siphonolaimus roervikensis
Siphonolaimus roervikensis is een rondwormensoort uit de familie van de Siphonolaimidae. De wetenschappelijke naam van de soort is voor het eerst geldig gepubliceerd in 1946 door Allgén.